# Stridulum II
Stridulum II è il secondo album discografico in studio della musicista e cantante statunitense Zola Jesus, pubblicato nel 2010 dall'etichetta tedesca Souterrain Transmissions. Contiene i brani già inseriti negli EP Stridulum e Valusia.

## Tracce
1. Night – 3:38
2. Trust Me – 2:02
3. I Can't Stand – 4:12
4. Stridulum – 4:20
5. Run Me Out – 3:19
6. Manifest Destiny – 3:19
7. Tower – 3:59
8. Sea Talk – 5:03
9. Lightsick – 4:11